# Socialismo e Izquierda
Socialismo e Izquierda (en italiano: Socialismo e Sinistra) fue un pequeño partido político italiano de izquierda.
Se creó en noviembre de 2009 cuando el Partido Socialista Italiano decidió abandonar la coalición Izquierda y Libertad y una parte del Partido Socialista liderado Franco Bartolomei apostó por mantenerse en la coalición, formando Socialismo e Izquierda, que se acabó integrando en Izquierda Ecología Libertad.